# Tadahiko Ueda
Tadahiko Ueda (japonès: 上田忠彦)  (Ukyō-ku, 3 d'agost de 1947 - Higashiōmi, 15 d'abril de 2015) va ser un futbolista japonès.

## Selecció japonesa
Tadahiko Ueda va disputar 13 partits amb la selecció japonesa.